# Robert Kohn
Robert Vita Kohn (5 de outubro de 1953) é um matemático estadunidense.
Kohn estudou na Universidade Harvard (bacharelado em 1974), na Universidade de Warwick (mestrado, 1975) e na Universidade de Princeton, onde obteve um doutorado em 1979, orientado por Frederick Almgren.
Recebeu o Prêmio Leroy P. Steele de 2014, por seu trabalho de 1982, em cooperação com Luis Caffarelli e Louis Nirenberg.

## Obras
- com A. V. Cherkaev (Editores): Topics in the Mathematical Modeling of composite materials, Birkhäuser, 1997.
- com J. Erickson, David Kinderlehrer, Jacques-Louis Lions (Editores): Homogenization and effective moduli of materials and media, IMA Volumes in Applied Mathematics, Springer, 1986.
- com Graeme W. Milton (Editores): Random Media and Composites, SIAM, 1989.